# Saipina
Saipina è un comune (municipio in spagnolo) della Bolivia nella provincia di Manuel María Caballero (dipartimento di Santa Cruz) con 6.220 abitanti (dato 2010).

## Cantoni
Il comune è suddiviso in 3 cantoni:
- Chilón
- Oconi
- Saipina